# Клейн, Крис (актёр)
Фредерик Кристофер Клейн (англ. Frederick Christopher Klein; род. 14 марта 1979) — американский актёр.

## Ранние годы
Крис родился в городе Хинсдейл (штат Иллинойс). Его мать Тереза (урождённая Берген) работала воспитателем в детском саду, а отец Фред Клейн является инженером. Клейн был вторым из трех детей в семье. У него есть старшая сестра Дебби (р. 1978) и младший брат, родившийся в 1982 году. Когда Крису было 13 лет, его семья переехала в Омаху, штат Небраска. Первым фильмом, в котором снялся Клейн, был фильм «Выскочка» режиссёра Александра Пэйна. Он учился в Техасском христианском университете в городе Форт-Уэрт, штат Техас.

## Карьера
После прослушивания на роль Пола Мецлера в фильме «Выскочка» Пейн выбрал Клейна. В апреле 1999 года фильм был выпущен и получил положительные отзывы. Вскоре после того Клейн занял устойчивое положение в киноиндустрии. Он снялся в одной из главных ролей в фильме «Американский пирог», который вышел на экраны 9 июля 1999 года и имел кассовый успех. Клейн также снялся в фильме «Американский пирог 2» и «Американский пирог: Все в сборе». В 2002 году Клейн снимался в фильме про войну во Вьетнаме «Мы были солдатами» вместе с Мэлом Гибсоном. В 2002 году Клейн также снимался в римейке фильма «Роллербол», но фильм был подвергнут массовой критике. Клейн также появился в нескольких подростковых фильмах, в том числе в фильме «Просто друзья» (2005), и участвовал в озвучке мультсериала «Американский папаша!» (2006). В 2018 году снялся в пятом сезоне сериала «Флеш», исполнив роль главного антагониста сезона по имени Цикада.

## Личная жизнь
В 2002 году Клейн начал встречаться с актрисой Кэти Холмс. В декабре 2003 года пара обручилась, однако рассталась в марте 2005 года.
В августе 2015 года, после четырёх лет отношений, Клейн женился на турагенте Лейне Роуз Тайфолт. У них есть двое детей.
Клейн был арестован за вождение в нетрезвом виде 5 февраля 2005 года в Сан-Диего. Клейн был вновь арестован в Лос-Анджелесе, штат Калифорния 16 июня 2010 года за вождение в нетрезвом состоянии. 21 июня 2010 года он объявил, что зарегистрировался в Cirque Lodge, чтобы начать 30-дневную программу избавления от алкогольной зависимости.

## Фильмография
| Год       |   | Русское название                | Оригинальное название                 | Роль                      |
| --------- | - | ------------------------------- | ------------------------------------- | ------------------------- |
| 1999      | ф | Выскочка                        | Election                              | Пол Метцлер               |
| 1999      | ф | Американский пирог              | American Pie                          | Оз                        |
| 2000      | ф | Здесь на земле                  | Here on Earth                         | Келли                     |
| 2001      | ф | Скажи, что это не так           | Say It Isn't So                       | Гилберт Нобл              |
| 2001      | ф | Американский пирог 2            | American Pie 2                        | Оз                        |
| 2002      | ф | Роллербол                       | Rollerball                            | Джонатан Кросс            |
| 2002      | ф | Мы были солдатами               | We Were Soldiers                      | 2-й лейтенант Джек Гейган |
| 2003      | ф | Соединённые штаты Лиланда       | The United States of Leland           | Аллен Харрис              |
| 2005      | ф | Американский папаша!            | American Dad!                         | Гари / Рик, озвучка       |
| 2005      | ф | Длинный уик-энд                 | The Long Weekend                      | Купер                     |
| 2005      | ф | Просто друзья                   | Just Friends                          | Дасти Динклеман           |
| 2006      | ф | Американская мечта              | American Dreamz                       | Уильям Уилльямс           |
| 2006      | ф | 1 миля до Ленекса               | Lenexa, 1 Mile                        | Энди Лусье                |
| 2007      | ф | Хорошая жизнь                   | The Good Life                         | Тед Токаш                 |
| 2007      | ф | Долина света                    | The Valley of Light                   | Ноа                       |
| 2007      | ф | День Зеро                       | Day Zero                              | Рифкин                    |
| 2007      | ф | Нью-йоркская серенада           | New York City Serenade                | Рэй                       |
| 2008      | ф | Хэнк и Майк                     | Hank and Mike                         | Конрад Хабрисс            |
| 2008      | с | Добро пожаловать в «Капитана»   | Welcome to the Captain                | Марти Таннер              |
| 2009      | ф | Стритфайтер                     | Street Fighter: The Legend of Chun-Li | Чарли Нэш                 |
| 2009      | ф | Шесть жён Генри Лефэя           | The Six Wives of Henry Lefay          | Стиви                     |
| 2010      | ф | Под перекрёстным огнём          | Caught in the Crossfire               | Бриггс                    |
| 2010      | с | Уилфред                         | Wilfred                               | Дрю                       |
| 2010      | с | Хорошие парни                   | The Good Guys                         | Джордж Дженкинс           |
| 2012      | ф | Американский пирог: Все в сборе | American Reunion                      | Оз                        |
| 2012      | ф | Обитель зла: Возмездие          | Resident Evil: Retribution            | H.U.N.K.                  |
| 2013      | ф | Сэм                             | Sam                                   | Док                       |
| 2018—2019 | с | Флэш                            | The Flash                             | Орлин Дуайер / Цикада     |